# 劉武臣
劉武臣（1455年—1514年），字希召，四川敘州府宜賓縣人，軍籍，治《詩經》，明朝政治人物。

## 生平
四川鄉試第十一名舉人。弘治六年（1493年）中式癸丑科三甲第八十八名進士。

## 家族
曾祖劉仕華；祖父劉澣，監察御史；父劉山，陰陽正術。母李氏。